# Neodythemis munyaga
Neodythemis munyaga är en trollsländeart som beskrevs av Klaas-Douwe B. Dijkstra och Vick 2006. Neodythemis munyaga ingår i släktet Neodythemis och familjen segeltrollsländor. IUCN kategoriserar arten globalt som otillräckligt studerad. Inga underarter finns listade i Catalogue of Life.